# Atletism la Jocurile Olimpice de vară din 2020 - Săritura cu prăjina (masculin)
Proba masculină de săritură cu prăjina de la Jocurile Olimpice de vară din 2020 a avut loc în perioada 31 iulie–3 august 2021 pe Stadionul Național al Japoniei.

## Recorduri
Înaintea acestei competiții, recordurile mondiale și olimpice erau următoarele:
| Record           | Atlet                      | Rezultat | Loc                      | Data              |
| ---------------- | -------------------------- | -------- | ------------------------ | ----------------- |
| Recordul mondial | Renaud Lavillenie (FRA)    | 6,16 m   | Donețk, Ucraina          | 15 februarie 2014 |
| Recordul olimpic | Thiago Braz da Silva (BRA) | 6,03 m   | Rio de Janeiro, Brazilia | 15 august 2016    |

## Program
Orele sunt ora Japoniei (UTC+9) 
| Data                   | Oră   | Etapă      |
| ---------------------- | ----- | ---------- |
| Sâmbătă, 31 iulie 2021 | 9:00  | Calificări |
| Marți, 3 august 2021   | 19:00 | Finala     |

## Rezultate

### Calificări
Reguli de calificare în finală: se califică în finală orice sportiv care sare la înălțimea de 5,80m (C) sau cele mai bune 12 rezultate (c).
| Loc | Grupă | Atlet                     | Țară                       | 5,30 | 5,50 | 5,65 | 5,75 | Înălțime | Note  |
| --- | ----- | ------------------------- | -------------------------- | ---- | ---- | ---- | ---- | -------- | ----- |
| 1   | B     | Bo Kanda Lita Baehre      | Germania                   | –    | o    | o    | o    | 5,75     | c     |
| 1   | B     | Christopher Nilsen        | Statele Unite ale Americii | –    | o    | o    | o    | 5,75     | c     |
| 3   | B     | Armand Duplantis          | Suedia                     | o    | xo   | o    | o    | 5,75     | c     |
| 3   | A     | KC Lightfoot              | Statele Unite ale Americii | –    | xo   | o    | o    | 5,75     | c     |
| 5   | A     | Kurtis Marschall          | Australia                  | –    | o    | xxo  | o    | 5,75     | c     |
| 6   | A     | Renaud Lavillenie         | Franța                     | –    | xxo  | xo   | o    | 5,75     | c     |
| 7   | B     | Menno Vloon               | Olanda                     | o    | o    | o    | xo   | 5,75     | c     |
| 8   | B     | Thiago Braz               | Brazilia                   | –    | xo   | o    | xo   | 5,75     | c     |
| 8   | A     | Emmanouil Karalis         | Grecia                     | o    | o    | xo   | xo   | 5,75     | c, SB |
| 10  | A     | Ernest John Obiena        | Filipine                   | –    | o    | o    | xxo  | 5,75     | c     |
| 11  | B     | Piotr Lisek               | Polonia                    | –    | o    | xxo  | xxo  | 5,75     | c     |
| 12  | B     | Harry Coppell             | Marea Britanie             | o    | o    | o    | xxx  | 5,65     | c     |
| 12  | B     | Ersu Șașma                | Turcia                     | o    | o    | o    | xxx  | 5,65     | c     |
| 12  | A     | Oleg Zernikel             | Germania                   | –    | o    | o    | xxx  | 5,65     | c     |
| 15  | A     | Robert Sobera             | Polonia                    | –    | x–   | o    | xxr  | 5,65     |       |
| 16  | A     | Augusto Dutra de Oliveira | Brazilia                   | o    | o    | xo   | xxx  | 5,65     |       |
| 17  | A     | Valentin Lavillenie       | Franța                     | o    | o    | xxo  | xxx  | 5,65     |       |
| 18  | B     | Ben Broeders              | Belgia                     | –    | xo   | xxo  | xxx  | 5,65     |       |
| 19  | B     | Matt Ludwig               | Statele Unite ale Americii | o    | o    | xxx  | N/A  | 5,50     |       |
| 19  | A     | Jin Min-sub               | Coreea de Sud              | o    | o    | xxx  | N/A  | 5,50     |       |
| 21  | B     | Huang Bokai               | China                      | xo   | o    | xxx  | N/A  | 5,50     | SB    |
| 22  | B     | Konstantinos Filippidis   | Grecia                     | o    | xo   | xxx  | N/A  | 5,50     |       |
| 22  | B     | Ethan Cormont             | Franța                     | o    | xo   | xxx  | N/A  | 5,50     |       |
| 24  | A     | Sondre Guttormsen         | Norvegia                   | –    | xxo  | x–   | N/A  | 5,50     |       |
| 25  | A     | Torben Blech              | Germania                   | o    | xxx  | N/A  | N/A  | 5,30     |       |
| 25  | A     | Masaki Ejima              | Japonia                    | o    | xxx  | N/A  | N/A  | 5,30     |       |
| 25  | B     | Seito Yamamoto            | Japonia                    | o    | xxx  | N/A  | N/A  | 5,30     |       |
| 28  | A     | Pawel Wojciechowski       | Polonia                    | xo   | xxx  | N/A  | N/A  | 5,30     |       |
| —   | A     | Claudio Stecchi           | Italia                     | xxx  | N/A  | N/A  | N/A  | FM       |       |
| —   | B     | Germán Chiaraviglio       | Argentina                  | N/A  | N/A  | N/A  | N/A  | NS       |       |

### Finala
| Loc | Atlet                | Țară                       | 5,55 | 5,70 | 5,80 | 5,87 | 5,92 | 5,97 | 6,02 | 6,19 | Înălțime | Note |
| --- | -------------------- | -------------------------- | ---- | ---- | ---- | ---- | ---- | ---- | ---- | ---- | -------- | ---- |
| 1   | Armand Duplantis     | Suedia                     | o    | —    | o    | —    | o    | o    | o    | xxx  | 6,02     |      |
| 2   | Christopher Nilsen   | Statele Unite ale Americii | o    | o    | xo   | o    | xo   | o    | xxx  | N/A  | 5,97     | PB   |
| 3   | Thiago Braz          | Brazilia                   | o    | xo   | xo   | o    | xxx  | N/A  | N/A  | N/A  | 5,87     | SB   |
| 4   | Emmanouil Karalis    | Grecia                     | o    | o    | o    | xxx  | N/A  | N/A  | N/A  | N/A  | 5,80     | =PB  |
| 4   | KC Lightfoot         | Statele Unite ale Americii | o    | o    | o    | xxx  | N/A  | N/A  | N/A  | N/A  | 5,80     |      |
| 6   | Piotr Lisek          | Polonia                    | o    | x–   | o    | xxx  | N/A  | N/A  | N/A  | N/A  | 5,80     |      |
| 7   | Harry Coppell        | Marea Britanie             | o    | xo   | xo   | xxx  | N/A  | N/A  | N/A  | N/A  | 5,80     | SB   |
| 8   | Renaud Lavillenie    | Franța                     | —    | o    | —    | x–   | xx   | N/A  | N/A  | N/A  | 5,70     |      |
| 9   | Oleg Zernikel        | Germania                   | xo   | o    | xxx  | N/A  | N/A  | N/A  | N/A  | N/A  | 5,70     |      |
| 10  | Ersu Sasma           | Turcia                     | o    | xo   | xxx  | N/A  | N/A  | N/A  | N/A  | N/A  | 5,70     |      |
| 11  | Bo Kanda Lita Baehre | Germania                   | o    | xxo  | xxx  | N/A  | N/A  | N/A  | N/A  | N/A  | 5,70     |      |
| 11  | Ernest John Obiena   | Filipine                   | o    | xxo  | xxx  | N/A  | N/A  | N/A  | N/A  | N/A  | 5,70     |      |
| 13  | Menno Vloon          | Olanda                     | o    | xxx  | N/A  | N/A  | N/A  | N/A  | N/A  | N/A  | 5,55     |      |
| —   | Kurtis Marschall     | Australia                  | xxx  | N/A  | N/A  | N/A  | N/A  | N/A  | N/A  | N/A  | FM       |      |